# When We Was Fab
Singles de George Harrison
Got My Mind Set on You
(1987) This Is Love
(1988)
Pistes de Cloud Nine
This Is Love Devil's Radio
When We Was Fab est une chanson de George Harrison, qu'il a publiée sur son album de 1987, Cloud Nine. Elle est également sortie en janvier 1988 comme deuxième single de l'album. Les paroles de la chanson servent de reflet nostalgique à l'époque de la Beatlemania dans les années 1960, lorsque les Beatles furent appelés pour la première fois The Fab Four. Harrison a écrit la chanson avec Jeff Lynne, qui a également coproduit le titre. L'enregistrement fait référence au son psychédélique que les Beatles ont contribué à populariser en 1967, grâce à son utilisation du sitar, d'un quatuor à cordes et d'effets relayés à l'envers. Ringo Starr, ancien batteur des Beatles, fait partie des musiciens sur la chanson. Le single était accompagné d'un clip vidéo novateur, réalisé par le partenariat de Kevin Godley et Lol Creme. When We Was Fab, l'une des chansons les plus populaires de Harrison, est parue sur les compilations Best of Dark Horse 1976-1989 (1989) et Let It Roll (2009).
Deuxième single tiré de l'album Cloud Nine, When We Was Fab s'est classée 23e aux États-Unis et 25e au Royaume-Uni.

## La musique
When We Was Fab a des similitudes avec la chanson des Beatles, I Am the Walrus (1967). Il utilise un quatuor à cordes et des effets psychédéliques tels que le sitar à la fin de la pièce, comme dans certaines chansons des Beatles, Love You To, The Inner Light et Within You Without You.

## Sortie et réception
Au Royaume-Uni, elle a culminé au numéro 25 des charts de singles en Angleterre. Alors qu'aux États-Unis, la chanson a atteint le numéro 23 du Hot 100 du magazine Billboard. Il s’agissait du dernier succès de Harrison aux États-Unis et du deuxième dans lequel les paroles évoquent ses années en tant que Beatle, l’autre étant All Those Years Ago (1981).
En 2010, les auditeurs de la radio d’AOL ont choisi When We Was Fab comme l’une des 10 meilleures chansons de George Harrison, le plaçant au numéro 9 de la liste.

## Clip musical
Le clip vidéo qui accompagnait la chanson a été réalisé par Godley & Creme. Ringo Starr apparaît d'abord comme « assistant » de Harrison, puis comme batteur. Jeff Lynne, Elton John (met la pièce de monnaie dans la coupe) et Neil Aspinall (responsable de la route et assistant personnel des Beatles, qui tient une copie de l'album Imagine de John Lennon) font également partie des invités. Selon la rumeur, Paul McCartney serait apparu dans le costume de morse, jouant la basse. Harrison a déclaré dans une interview télévisée qu’il s’agissait bien de Paul McCartney dans la vidéo promotionnelle, « mais il était timide face à l’appareil photo ce jour-là et il gardait son masque de morse. » Le bassiste de la vidéo jouait gaucher, ce qui impliquait qu’il s’agissait au moins d’une référence à McCartney. Cependant, dans une interview en 1995, ce dernier a déclaré : « George voulait que je sois dans le vidéo-clip mais je n'étais pas disponible. Je lui ai donc suggéré de placer quelqu'un d'autre dans le costume du morse et de dire à tout le monde que c'était moi. » Les autres apparitions sont Paul Simon (poussant un caddie) et Ray Cooper.
La vidéo a reçu six nominations aux MTV Video Music Awards de 1988, y compris le meilleur directeur artistique avec Sid Bartholomew.

## Dessin de la jaquette du single
L’idée de la jaquette pour le single comprend le dessin au trait de 1966 de Klaus Voormann représentant Harrison, utilisé sur la pochette de l'album Revolver des Beatles en 1966, et sur lequel les lettres ER du titre sont visibles, ainsi qu'un dessin similaire mis à jour par  Harrison 22 ans plus tard.

## Personnel
- George Harrison – Chant, chœurs, guitare acoustique et électrique, claviers, sitar
- Jeff Lynne – Basse, claviers, chœurs
- Gary Wright – Piano
- Bobby Kok – Violoncelle
- Ringo Starr – Batterie

## Classements
| Classement (1988)                      | Meilleure position |
| -------------------------------------- | ------------------ |
| Royaume-Uni (UK Singles Chart)         | 25                 |
| États-Unis (Hot 100)                   | 23                 |
| États-Unis (Adult Contemporary)        | 2                  |
| États-Unis (Mainstream Rock)           | 2                  |
| Irlande (Irish Singles Chart)          | 24                 |
| Belgique (Flandre Ultratop 50 Singles) | 38                 |
| Pays-Bas (Single Top 100)              | 52                 |
| Allemagne (Media Control AG)           | 40                 |